# Индийски сеносъбирач
Индийски сеносъбирач (Ochotona roylei) е зайцевиден бозайник от род Сеносъбирачи обитаващ високопланинските райони на Тибет и Непал.

## Разпространение и местообитания
Индийските сеносъбирачи обитават района Хималаите от Пакистан през Кашмир, северозападна Индия, Непал до Тибет. Обитават планините на надморска височина 2400 - 4300 метра. Предпочита скалисти местности и често гнезди между каменните грамади. В други случаи изкопават подземни ходове около кореновата система или под паднали дървета. Срещат се и в близост до човешки селища.

## Описание
Общата дължина на тялото е 15,5 – 20,4 cm. Козината е дълга, гъста, мека и фина. През лятото е рижава по главата, раменете и част предните части на тялото. Останалата част по гърба е тъмносива до червеникавокафява. Коремът е от бял, сиво-бял до тъмносив. Зимната окраска е подобна, но по-тъмна.

## Начин на живот
Активни са основно сутрин и привечер. Живеят в семейни групи от двойка с няколко малки от потомството.

## Хранене
Хималайските сеносъбирачи са изключително растителноядни. Те консумират различни видове треви, острица, плевели и кора от дървесни растения. Консумират ги пресни, а често и под формата на сено, което самите те приготвят. Консумират и лишеи и мъхове както и други растения, които могат да намерят близо до дупката си.

## Размножаване
Чифтосват се в края на пролетта и лятото. Бременността продължава около 30 дни. Раждат по два пъти от две до шест малки, обикновено по три.

## Подвидове
- Ochotona roylei roylei
- Ochotona roylei nepalensis